# Đổi mới

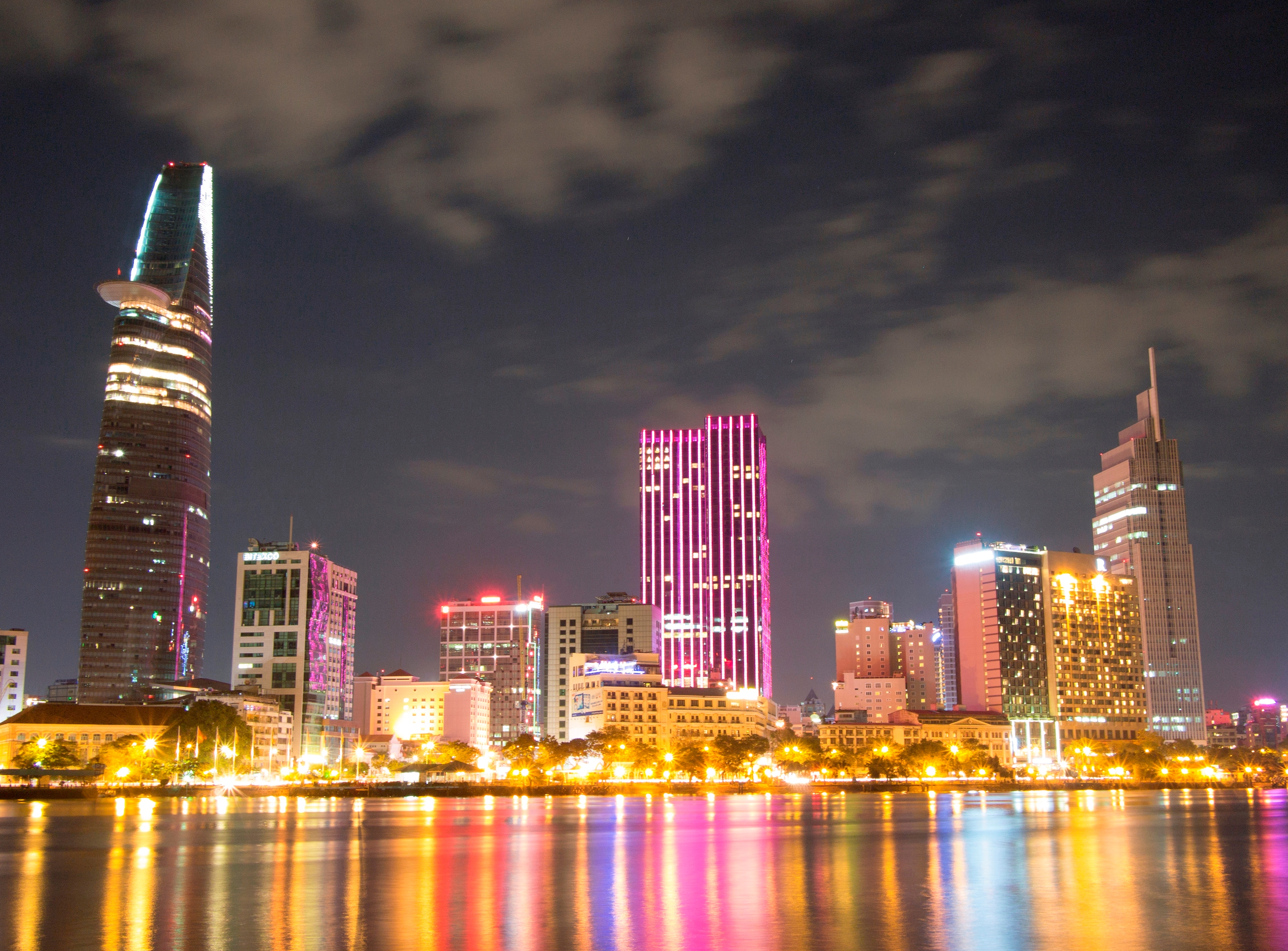
Centro de la ciudad Ho Chi Minh por la noche.

El Doi Moi («renovación») es un programa de reforma integral que cubre la economía y muchos otros aspectos de la vida social iniciado por el Partido Comunista de Vietnam en la década de 1980 después del VI Congreso Nacional del Partido Comunista de Vietnam en 1986.
Las reformas económicas se han llevado a cabo en paralelo con Doi Moi en otras áreas como la administración, la política, la cultura y la educación. Sin embargo, la política vietnamita solo tuvo cambios pequeños y no rápidos en comparación con la economía, pero aún conserva un Modelo marxista-leninista del socialismo.
Doi Moi en Vietnam es similar a la nueva política económica de la Unión Soviética liderada por Lenin (1921-1924), la Reforma y Apertura en China y la Renovación en Laos. El doi moi en Vietnam después de 1986 es visto como una reaplicación del modelo de la NEP de Lenin.
Las opiniones sobre la innovación económica de Vietnam y China se basan principalmente en las experiencias de reforma de los países de Europa del Este, pero en Vietnam y China, las reformas solo se aplican en el campo económico, y no vienen acompañadas de grandes convulsiones político-ideológicas y sociales.

## Antecedentes

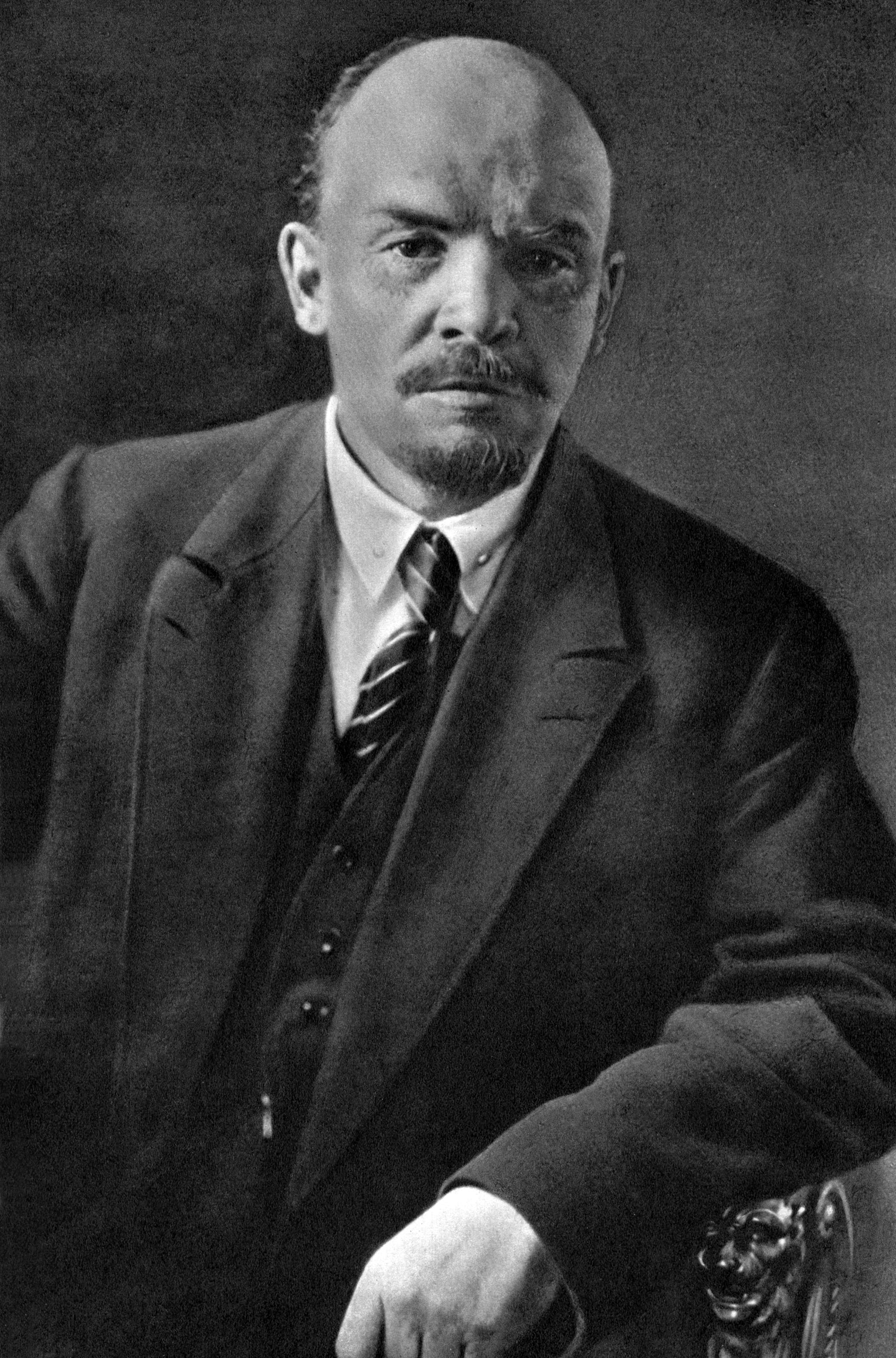
Lenin fue el promotor de la Nueva Política Económica.

Según la teoría de Lenin, el socialismo es la transición entre el capitalismo y el comunismo. Para restaurar la economía rusa después de la guerra civil, Lenin propuso la Nueva Política Económica (NEP) que es un modelo económico mixto, que combina la economía estatal, la economía colectiva con la economía capitalista. En consecuencia, el estado permite que existan ciertos mercados y que las industrias estatales sean completamente libres para tomar sus propias decisiones económicas. Al mismo tiempo, a Lenin también se le ocurrió la idea de aplicar el capitalismo monopolista de Estado a Rusia que, según él, "el capitalismo monopolista de Estado es la preparación material más completa para el socialismo, es la sala de espera para entrar al socialismo", y "el capitalismo de estado es algo centralizado, calculado, controlado y socializado".
Después de la muerte de Lenin, Stalin abolió la NEP y construyó un modelo de economía dirigida basado en las ideas de Lenin. Los estalinistas han subrayado repetidamente que el mecanismo del mercado es deficiente, que debe ser reemplazado por una planificación consciente.
Además de Lenin y sus sucesores, muchos economistas también estaban interesados en la planificación económica y la integración de los mercados y la planificación. En 1901, Vilfredo Pareto publicó el Sistemi Socialisti examinando modelos para sus requisitos socioeconómicos socialistas. Los primeros argumentos sobre el socialismo de mercado fueron hechos por el economista italiano Enrico Barone en 1908 en "Il Ministro della Produzione nello Stato Collettivista", Barone introdujo un modelo matemático de una economía colectiva en el que las relaciones monetarias de los productos básicos en la economía se pueden calcular y luego ajustar para lograr el nivel óptimo de bienestar colectivo. En 1929, el estadounidense Fred Manville Taylor en su obra "La orientación de la producción en un estado socialista" esbozó las condiciones para que una economía socialista, teóricamente, logre eficiencia en la distribución de recursos.
Siguiendo el modelo de Barone, en 1936 el economista polaco Oskar Ryszard Lange publicó su libro La teoría económica del socialismo, en el que compaginaba la economía marxista con la economía de la Escuela Neoclásica. Lange favorece el uso de herramientas de mercado (precio) y al mismo tiempo aboga por la planificación. Lange sostiene que los planificadores pueden calcular y fijar precios y esperar a que la respuesta del mercado se ajuste en consecuencia. Así, la economía será más eficiente en lugar de dejar que el mercado decida por completo. Lange ha imaginado una economía en la que las empresas públicas puedan maximizar sus ganancias u operar con una fórmula de optimización similar. La agencia central de planificación intenta establecer precios de equilibrio y limpiar el mercado simulando el mecanismo del mercado: cuando ve que la demanda aumenta, aumenta los precios y cuando la demanda disminuye, los reduce. Este sistema, afirma, es capaz de equilibrar la oferta y la demanda.
Sin embargo, Friedrich von Hayek refutó la idea anterior de Lange argumentando: el gran problema real del socialismo no es si establece precios de equilibrio, sino que existen otros problemas.Los incentivos para recopilar y aplicar información rápidamente están necesariamente dispersos y confusos en muchos lugares diferentes. Hayek llama conocimiento parcial a esta información dispersa, conocimiento que cada individuo posee y utiliza mejor. En su ensayo "El uso del conocimiento en la sociedad" publicado en la American Economic Review en 1945, Hayek mostró que la planificación económica resultó menos eficaz que la liberalización. La economía porque la planificación no puede resolver el problema de un sistema de precios que es un sistema espontáneo que ayuda a la gente a transmitir los conocimientos necesarios de una persona a otra para coordinar con la planificación individual individual. El precio puede verse como un sistema de información natural que regula el comportamiento de las personas y organizaciones que participan en la economía, lo que conduce al equilibrio de la oferta y la demanda. Esto es algo que ningún organismo de planificación económica ha podido hacer. Por lo tanto, Hayek defiende que es necesario dejar que la economía opere libremente sobre los principios del mecanismo del mercado.
La historia del desarrollo económico en el mundo, así como en Vietnam, muestra que el socialismo combinado con factores de mercado, también conocido como la Tercera Vía para distinguirlo de otras dos vías, en la que tienen parte una economía de libre mercado (o economía capitalista) y una economía de planificación centralizada. Los países de Europa del Este y la ex Unión Soviética abandonaron la economía planificada en favor de una economía de mercado con intervención estatal. Los países capitalistas desarrollados como Estados Unidos, Reino Unido, Alemania, Francia y Japón en el siglo XX también ajustaron sus modelos económicos en la dirección de incrementar la intervención del aparato estatal (economía mixta). Los Estados Unidos de hoy, monumento del capitalismo, ya no son una economía de libre mercado, sino una economía mixta en la que el estado "no ofrece incentivos o disrupciones a nada, el principio es claro y coherente".

## Innovación económica

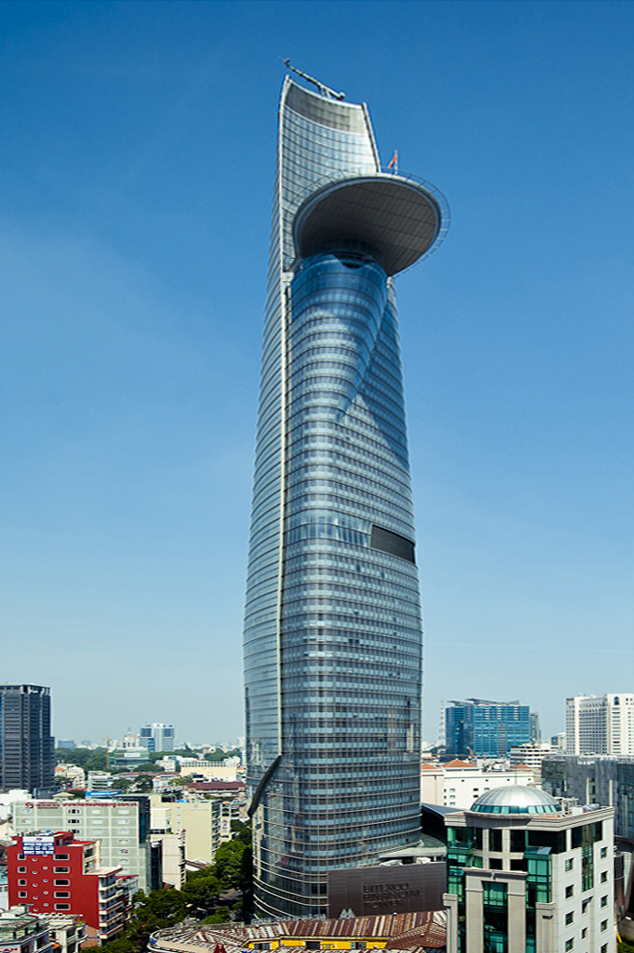
Bitexco Financial Tower

El punto de vista de Innovación Económica se ha ido mejorando gradualmente en el proceso de implementación. Hoy, el Doi Moi económico del Estado vietnamita es definido por el Estado de Vietnam como: la transición de una economía centralmente planificada y subsidiada a una economía de productos básicos de componentes múltiples que opera bajo el mecanismo de mercado, controlado por la gestión del Estado según la economía de mercado orientada al socialismo.

### Características
- El Estado acepta la existencia igualitaria y legal de muchos sectores económicos (el 9 ° Congreso Nacional del Partido Comunista de Vietnam regula a los niños, la economía individual de pequeños agricultores, la economía capitalista privada Economía capitalista estatal, la economía de inversión extranjera), varias formas de propiedad (propiedad, renta privada, propiedad mixta). Sin embargo, la economía del Estado todavía juega un papel protagónico.
- El mecanismo económico es la economía socialista de mercado: Su argumento es que la economía de mercado está controlada por el Estado, la economía es operada por dos manos: el mercado y el Estado. Esto tiene la ventaja de que promueve lo óptimo en la asignación de recursos sociales para maximizar las ganancias a través de la competencia, por otro lado, la gestión de la organización tiene el efecto de distribución espontánea. ricos y pobres, crisis económica, etc
- Orientación socialista: Según el punto de vista anterior a Doi Moi, el Estado de Vietnam considera que la economía de mercado es una economía capitalista y no funciona bien. Después de Doi Moi, el punto de vista del Estado fue que la economía de mercado era un logro humano y no contradecía al socialismo. Se entiende que la orientación socialista mantiene el papel rector de la economía del Estado en la economía, porque según la visión marxista del socialismo, todos los medios de producción pertenecen a todo el pueblo y Estado socialista representa al pueblo.
- La economía pasó de cerrada, a abierta, integrada al mundo.

### Proceso
El número de empresas de propiedad estatal al 100% en Vietnam ha disminuido de más de 12.000 en 2001 a 5.655, y en octubre de 2016 solo había 718 empresas. Según el plan del gobierno vietnamita, para 2020, Vietnam solo tendrá 103 empresas 100% estatales, principalmente en la industria de defensa, irrigación, servicios públicos y algunas corporaciones. Los principales factores económicos se encuentran principalmente en los sectores de monopolios naturales como el petróleo y el gas, la electricidad y las telecomunicaciones.
- El primer avance fue la Resolución de la VI Conferencia del Comité Central del IV Partido (8/1979) con la política de incentivar a todos los empleados, todas las capacidades productivas y sectores económicos. La Directiva N ° 100 de la Secretaría Central del Partido del 13 de enero de 1981 sobre contratación de productos a grupos y trabajadores en cooperativas agrícolas ha creado un gran paso de desarrollo en la producción agrícola. Decisión 25-CP y 26-CP del 21 de enero de 1981 del Gobierno que permite a las unidades económicas estatales construir e implementar 3 planes que han hecho un cambio en la producción industrial.
- En el período de principios de la década de 1980, estalló la crisis socioeconómica, la inflación aumentó a un ritmo galopante, especialmente después de dos ajustes generales precio-salario-dinero.
- Del 12 al 19 de julio de 1983, cuando Le Duan estaba de vacaciones en la ex Unión Soviética; Los tres altos líderes de Vietnam, Truong Chinh, Pham Van Dong y Vo Chi Cong, descansaban en Da Lat, y Nguyen Van Linh (entonces secretario del Comité del Partido de la ciudad Ho Chi Minh) organizó la "Conferencia Da Lat" - El Sr. y algunos Directores de establecimientos productivos y comerciales rentables se reunieron directamente con líderes senior (del 12 al 16 de julio) para informar sobre producción y negocios, negocios y propuesta aspiracional. El 17 de julio, Nguyen Van Linh invitó a los líderes a visitar las instalaciones de procesamiento de seda y la fábrica de té de la ciudad de Ho Chi Minh en Bao Loc. El 19 de julio, Nguyen Van Linh tuvo una reunión privada con estos líderes, informó de todos sus sentimientos que personalmente estaba ardiendo. La "Conferencia de Da Lat" se llevó a cabo en solo una semana. El contenido ideológico de las reuniones en este evento fue aplicado por Nguyen Van Linh a la preparación del documento del VI Congreso del Partido Comunista de Vietnam, esto dio Inicio al Doi Moi en Vietnam.[14]

- 1986: Después de la muerte de Le Duan, Truong Chinh ocupó el cargo de Secretario General y lanzó oficialmente el trabajo de Doi Moi. El VI Congreso Nacional del Partido Comunista de Vietnam implementó oficialmente el Doi Moi, iniciando la implementación de la industrialización y la modernización.
- 1 de marzo de 1987: se disuelven las estaciones de control de carga en las rutas para promover la circulación de mercancías.
- 18 de mayo de 1987: El secretario general Nguyen Van Linh y el presidente del Consejo de Ministros, Do Muoi, visitan la Unión Soviética. Gorbachov instó a Vietnam a reformar, incluido el comercio con los países capitalistas.
- 29 de diciembre de 1987: El Estado de Vietnam promulga la Ley de Inversión Extranjera en Vietnam.[15]
- 5 de abril de 1988: El Politburó emitió la Resolución 10 / NQ sobre Renovación de la gestión económica agrícola.
- 24 de mayo de 1988: 19 provincias del norte estaban extremadamente hambrientas La administración solicitó formalmente a las Naciones Unidas ayuda humanitaria de emergencia.
- 12 de junio de 1988: Resolución abolió por completo la política de cooperación agrícola para incrementar la producción.
- 1989 Vietnam ocupa el tercer lugar entre las exportaciones de arroz del mundo (después de Tailandia y Estados Unidos).
- 1989: Se produjo el evento de Tiananmen en China. En 1991, la Unión Soviética colapsó. Sin embargo, luego de evaluar estos hechos, el Partido Comunista de Vietnam decidió continuar el Doi Moi en el camino elegido y aún ejercer el socialismo.
- 1990: Nace la Ley de Sociedades Anónimas y la Ley de la Empresa Privada para institucionalizar formal y más plenamente la política de desarrollo económico privado.[16] Se inició la política de equitización de empresas estatales.
- Mayo de 1990: La ordenanza SBV y la ordenanza bancaria cambiaron formalmente a los bancos de un nivel a dos niveles.
- 1990: Normalización de las relaciones con China.
- 1993: Normalización de las relaciones financieras con instituciones financieras internacionales.
- 1995: Ingresó en la Organización Económica del Sudeste Asiático (ASEAN).
- 2000: Nace la Ley de Empresas.
- 2001: Promulgó la Ley de Inversión Extranjera en Vietnam, firmó el Acuerdo Comercial Vietnam-Estados Unidos.
- 2002: liberalización de los tipos de interés de los préstamos VND para las entidades de crédito.
- 2005: La Ley de Competencia entró en vigor oficialmente.
- 2006: El X Congreso Nacional del Partido Comunista de Vietnam acepta a miembros del partido para hacer negocios privados.
- 7 de noviembre de 2006: Vietnam es el 150.º miembro oficial de la Organización Mundial del Comercio.

- La resolución del 12 ° Congreso del Partido Comunista de Vietnam (2016) decidió establecer una agencia especializada para actuar como representante del propietario para las empresas estatales; separación de la función de propietario, capital estatal y la función de gestión estatal; suprimir pronto la función de representar a los propietarios estatales de los ministerios y los comités populares del capital estatal y los activos de las empresas.[17]
- Resolución del XII Congreso del Partido Comunista de Vietnam (2016) declaró “Completar mecanismos y políticas para facilitar el fuerte desarrollo de la economía privada en la mayoría de los sectores y campos económicos, convirtiéndose en una fuerza dinámica importante de la economía. Completar políticas para apoyar el desarrollo de pequeñas y medianas empresas y start-ups. Al fomentar la formación de grupos económicos privados y de propiedad múltiple para aportar capital a los grupos económicos de propiedad estatal, la economía privada es una importante fuerza impulsora de la economía ”.[18]
- En 2017, el Ejército Popular de Vietnam planea reorganizar el sistema empresarial propiedad de los militares a solo 17 empresas con capital 100% estatal, 12 sociedades anónimas con capital estatal administradas por el Ministerio de Defensa (el estado tiene más del 51% de las acciones hasta 2019); De hecho, las empresas son fundamentales para las misiones militares y de defensa.[19]

### Resultado

#### Logro

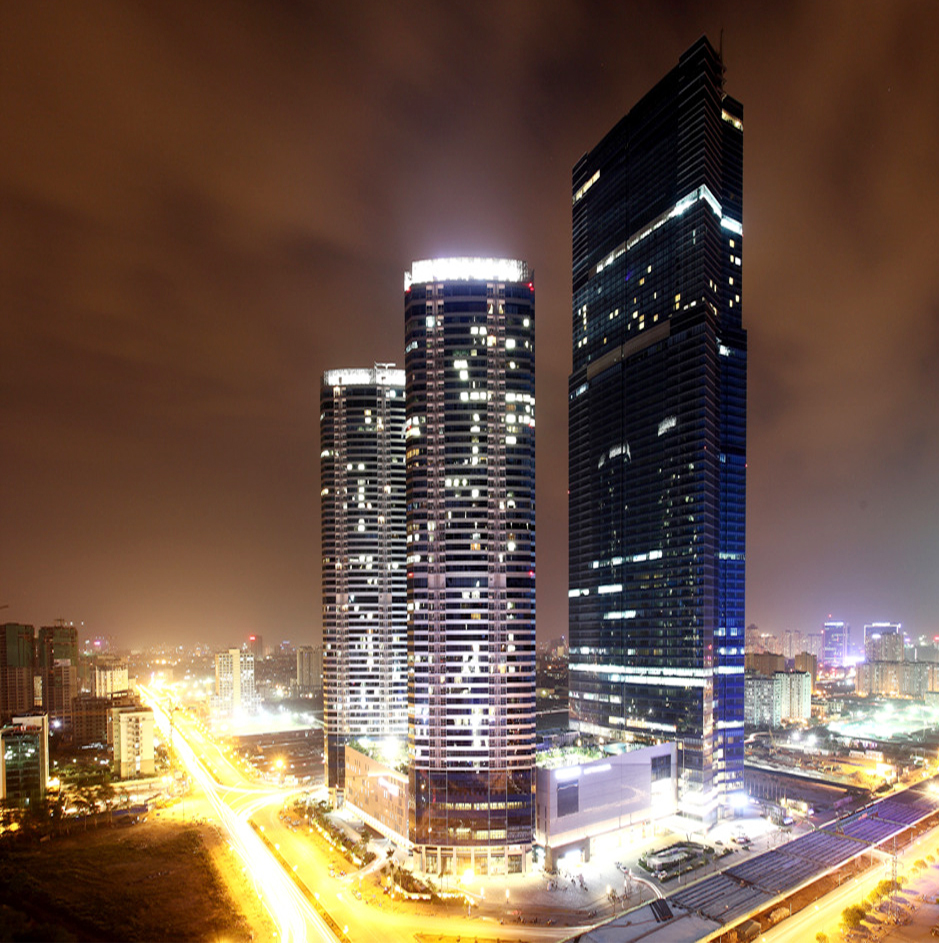
La Keangnam Hanoi Landmark Tower tiene 336 m de altura y es uno de los edificios más altos de Vietnam.

En 2016, después de 30 años, la economía de Vietnam logró los siguientes resultados:
- Durante los últimos 30 años, la economía de Vietnam ha logrado una tasa de crecimiento bastante alta. En la primera etapa de Doi Moi (1986-1990), la tasa de crecimiento promedio anual del PIB alcanzó el 4,4% / año, el promedio del PIB del período 1991-1995 aumentó en un 8,2% / año; en el período 1996-2000, el PIB promedio aumentará en un 7,6% / año; en el período 2001-2005, el PIB aumentó en promedio un 7,34% / año; en el período 2006-2010, debido al declive económico mundial, Vietnam aún logró una tasa de crecimiento del PIB promedio del 6,32% / año. En el período 2011-2015, el crecimiento del PIB de Vietnam se desaceleró, pero aún alcanzó el 5,9% anual, que es el nivel más alto de la región y del mundo.
- El tamaño de la economía ha aumentado rápidamente: el PIB per cápita en 1991 era de solo 188 USD / año. En 2003, el PIB per cápita alcanzó los 471 USD / año y en 2015, el tamaño de la economía alcanzó los 204.000 millones de USD, el PIB per cápita alcanzó casi los 2.200 USD / año. La fuerza de producción ha mejorado tanto en cantidad como en calidad.
- La tasa de pobreza disminuyó del 58% en 1992 al 7,6% a finales de 2013.[22]
- La estructura económica de Vietnam se ha desplazado inicialmente hacia la modernización, reduciendo el sector agrícola, aumentando el sector de servicios y la industria.
- La facturación del comercio exterior en 1991 fue de 5,156.4 millones de dólares, de los cuales las exportaciones fueron de 2,087.1 millones de dólares, en 2016 las cifras correspondientes fueron de 333 mil millones de dólares y 167,83 mil millones de dólares, 60.4 veces más y 80, 4 veces la de 1991.
- La economía estatal se está promoviendo gradualmente mejor; el sistema de empresas de propiedad estatal se ha reestructurado y homologado gradualmente de acuerdo con la Ley de Empresas y su número ha disminuido considerablemente. La economía colectiva se reformó inicialmente, se formaron nuevas formas de cooperación para adecuarse más al mecanismo del mercado. La economía privada ha aumentado rápidamente en número, mejorando gradualmente la eficiencia empresarial.
- En 30 años, Vietnam ha atraído 310 mil millones de dólares de inversores extranjeros, este capital ha contribuido en gran medida al crecimiento de la economía vietnamita.
- Vietnam ha firmado 11 acuerdos de libre comercio bilaterales y regionales; están negociando activamente otros tres acuerdos. (ASEAN - Hong Kong; EFTA; RCEP).

#### Límites

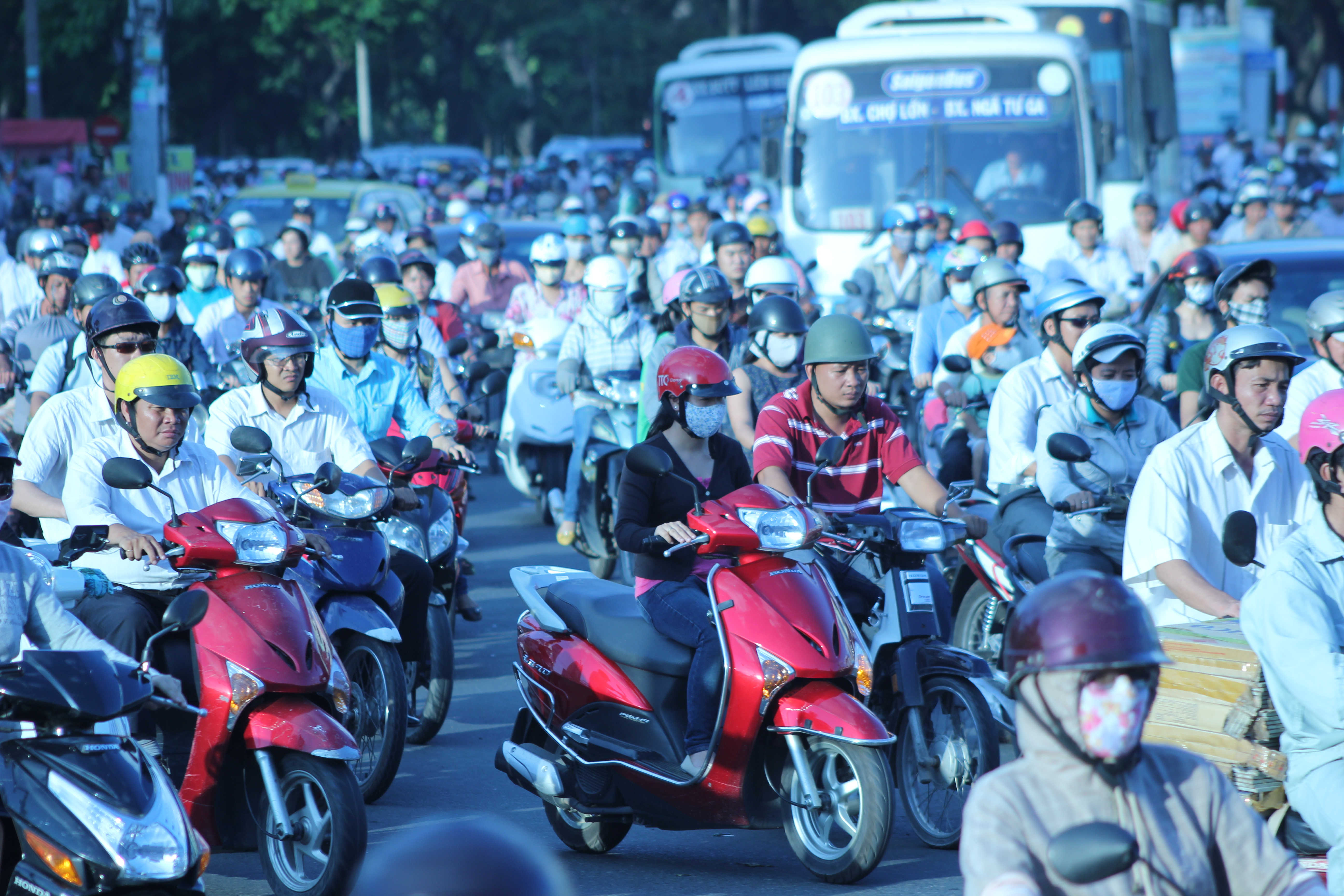
Ciudad Ho Chi Minh está sobrecargada debido al rápido crecimiento de la población

Debido a la falta de experiencia en gestión, la diferenciación de ricos y pobres, la contaminación ambiental y los males sociales se han producido a un ritmo rápido después de la implementación de la economía de mercado. La economía tiene un alto crecimiento, pero nunca ha alcanzado el 10% (mientras tanto, China tiene los años de crecimiento de más del 10%), desde 2000 hasta ahora, el crecimiento ha fluctuado solo entre el 5% y el 7%, el índice de competitividad es bajo , el desperdicio de recursos, la eficiencia del uso del capital no es alta, la productividad laboral es baja y aumenta lentamente. La economía todavía está en el grupo de países económicos en desarrollo y caerá en la trampa del ingreso medio si no puede mantener una alta tasa de crecimiento a largo plazo. En la estructura económica, la mano de obra agrícola todavía representa más del 40% (2015), lo que hace que el subempleo sea popular en Vietnam, mientras que los países de Asia oriental como Corea y Japón tienen las horas de trabajo más altas del mundo al año. La economía sigue estando compuesta principalmente por la economía familiar, que representa la mayor parte (32 por ciento del PIB), seguida de las pequeñas y medianas empresas, pocas grandes empresas y muy pocas empresas capaces de realizar actividades en los mercados extranjeros, mientras que en el mismo período de desarrollo China, Corea, Japón o Taiwán tenían corporaciones multinacionales.
Las empresas estatales ocupan una gran cantidad de capital nacional pero operan de manera ineficaz, falta de transparencia, corrupción y muchas pérdidas debido a problemas de administración. El estado no está bien controlado, lo que hace que el estado no utilice las empresas estatales para industrializar y orientar la economía. A pesar de muchos esfuerzos para construir grandes grupos económicos, el sector económico estatal todavía no puede promover su papel de liderazgo de acuerdo con los deseos del Partido Comunista de Vietnam. El sector económico privado es dinámico pero débil, la mayoría de ellas son pequeñas y medianas empresas debido a la falta de capital y capacidad de gestión. Sin embargo, el sector privado contribuye más al presupuesto que las empresas estatales y la inversión extranjera, aunque los beneficios totales de este sector son inferiores a los del estado y la inversión extranjera. El grado de vinculación entre las empresas privadas y el sector de inversión extranjera sigue siendo débil. Muchas empresas tienen una ventaja a través de las relaciones con el aparato estatal y el sector económico estatal en lugar de la ventaja de los productos, la tecnología y la gestión, creando una especie de capitalismo de compinches que desalienta la competencia, una competencia sana basada en la innovación de productos y el desarrollo técnico. El Sr. Nguyen Dinh Cung comentó: "La asignación actual de recursos es pedir y compartir. Es una consecuencia del sistema legal, el sistema institucional en el que el Gobierno solo puede explotar en términos de gobernanza o rigurosidad. El Gobierno no puede explotar el eficiencia de distribución para que la economía pueda operar de manera más dinámica, crear nuevos productos, nuevos puestos de trabajo e impulsar el crecimiento de la calidad a largo plazo. distribuidos según el tipo de pedir y dar, las empresas solo buscan diferencias en la renta de la tierra, no crean agregados valor". El sector económico con inversión extranjera contribuye en gran medida al crecimiento económico de Vietnam, por lo que recibe muchos incentivos del estado vietnamita. La economía de Vietnam depende cada vez más del sector de inversión extranjera. Un estudio constató que este sector tenía un efecto positivo en el aumento de la productividad de los proveedores nacionales de fabricación y de los de la misma rama de producción en el sector de servicios. Sin embargo, traen a Vietnam tecnología mayoritariamente mediana, obsoleta y de pequeña escala, centrada principalmente en el montaje, baja tasa de localización, operando en forma de subcontratación, utilizando mucha mano de obra. Y rara vez utilizan proveedores en Vietnam.
Las empresas conjuntas tienen un mejor efecto en la transferencia de tecnología que las empresas de propiedad extranjera al 100 por ciento, pero la proporción de empresas conjuntas en el sector con inversión extranjera está disminuyendo. Por otro lado, las empresas vietnamitas carecen de recursos humanos científicos y tecnológicos altamente calificados, por lo que su capacidad para absorber tecnología es baja. Las empresas extranjeras no han creado vínculos estrechos con empresas vietnamitas, no han promovido el desarrollo de la industria vietnamita, las actividades de transferencia de tecnología y la experiencia de gestión no han cumplido las expectativas. No solo eso, las empresas con inversión extranjera se han convertido en competidores de las empresas nacionales. Vienen a Vietnam principalmente para aprovechar la mano de obra barata y los bajos costos ambientales y dominar el mercado primario con altas tasas de crecimiento en Vietnam. Por lo tanto, el impacto de la transferencia de tecnología y el estímulo de la producción nacional de esta región en la economía vietnamita es bajo. Las empresas con inversión extranjera tienen los mayores beneficios totales, el mejor crecimiento pero el menor pago al presupuesto, el beneficio después de impuestos se remitirá al exterior. El sector de inversión extranjera tuvo un impacto positivo en la economía en la etapa inicial de Doi Moi cuando Vietnam no pudo ahorrar dinero, lo que ayudó a Vietnam a acortar el período de desarrollo, pero en el período actual. El sector de inversión extranjera solo embellece las estadísticas de crecimiento del PIB , pero Vietnam no se beneficia mucho de este sector. A largo plazo, a medida que aumenten los salarios medios en Vietnam, el envejecimiento de la población dejará de ser una fuente de mano de obra barata y, por tanto, perderá su atractivo para la inversión extranjera. Además, debido al desarrollo de la ciencia y la tecnología, muchos trabajos simples serán reemplazados por máquinas, por lo que la demanda de mano de obra poco calificada también disminuirá. Para entonces, Vietnam no podría seguir creciendo con la abundante mano de obra y el capital de inversión extranjera como antes. El Sr. Vu Minh Khuong comentó: "Vietnam actualmente depende en gran medida del mundo. Es una ventaja, pero debe convertirlo en un trampolín para que los vietnamitas asciendan, mientras que vivir en un estilo de casa es muy difícil". Estas deficiencias obligan al estado vietnamita a reestructurar la economía vendiendo la propiedad estatal en empresas para pagar la deuda pública y la inversión en desarrollo, aumentar la eficiencia de las empresas estatales y ver al sector privado como una fuerza impulsora importante de la economía. Con estas medidas, el gobierno vietnamita espera renovar el modelo de crecimiento de depender del crecimiento del capital y del trabajo a confiar en técnicas de producción mejoradas para aumentar la productividad del trabajo, controlar la deuda pública y mantener una alta tasa de crecimiento económico. Sin embargo, la calidad de la institución determina si la reestructuración será exitosa o no y el desarrollo futuro del país.
El nivel técnico de toda la economía es bajo, el grado de automatización no es alto y la capacidad para investigar y desarrollar nuevas tecnologías es todavía muy débil. Sectores técnicos y económicos importantes como la industria metalúrgica, la industria mecánica - fabricación de maquinaria, la industria química, la industria electrónica ... no se han desarrollado plenamente para servir de base al proceso de industrialización - modernización de Vietnam mientras que los países industrializados de Asia oriental de mayor éxito, como Japón, Corea y China, conceden una importancia especial al apoyo a estas industrias para que se desarrollen. El desarrollo de la infraestructura ha sido enfocado por el Estado pero aún no es comparable al de los países industrializados. La agricultura de Vietnam está fragmentada, atrasada, desorganizada, baja productividad, bajo valor agregado, producción no vinculada al mercado, menor inversión en agricultura intensiva, bajo nivel de mecanización y productos agrícolas. Los productos débiles son las materias primas, la agricultura la estructura no es razonable. Vietnam pronto abandonó su política de protección comercial al unirse a organizaciones comerciales internacionales, firmar acuerdos comerciales, eliminar gradualmente las barreras arancelarias al libre comercio con el fin de aumentar las exportaciones y la competitividad de las empresas nacionales. Esto tiene la otra cara de la moneda: las industrias de Vietnam tienen que competir con países extranjeros en su infancia, lo que las hace incapaces de competir con empresas extranjeras en el mercado vietnamita. Muchas empresas famosas de Vietnam quebraron o fueron adquiridas por países extranjeros porque no eran competitivas. Los productos de empresas multinacionales dominan el mercado vietnamita en muchas industrias. La política de liberalización comercial favorece las exportaciones, pero la mayoría de las exportaciones están en manos del sector con inversión extranjera. Mientras tanto, países de Asia oriental como China, Corea y Japón protegieron sus industrias durante las primeras etapas de la industrialización. Además, también hay empresas que se adaptan bien a la apertura de mercados innovándose y mejorando su competitividad para competir con empresas extranjeras. En general, la liberalización del comercio ha tenido un efecto positivo en las exportaciones y la competitividad económica de Vietnam. Sin embargo, Vietnam no tiene una política de industrialización clara para construir una base industrial nacional. El gobierno vietnamita ha establecido demasiadas puntas de lanza, pero carece del enfoque y el enfoque necesarios para cada período, lo que lleva a una inversión ineficaz y dispersa en condiciones económicas y recursos limitados. Por lo tanto, Vietnam no puede desarrollar completamente las industrias básicas que sirven como base para la economía, ni Vietnam tiene industrias sobresalientes que puedan considerarse una ventaja competitiva del país. Después de más de 30 años de renovación industrial, Vietnam todavía está atrasado. En Vietnam, la industria consiste principalmente en la subcontratación y el montaje de gran volumen de trabajo. La productividad laboral y el crecimiento del valor añadido en la industria son bajos. La proporción de la industria, especialmente la manufactura en toda la economía, tiende a disminuir, la industria de Vietnam crece lenta e insosteniblemente, mientras que Vietnam se encuentra solo en las primeras etapas del proceso industrial industrialización. Las exportaciones se realizan principalmente en empresas con inversión extranjera (que representaron el 70,2 por ciento de las exportaciones totales de Vietnam en 2016). Las exportaciones son principalmente bienes de gran volumen de trabajo intensivo, en su mayoría mano de obra poco calificada, como productos agrícolas y algunos bienes industriales ligeros porque esta es la ventaja comparativa de Vietnam, ya que la contribución de Vietnam a la industria de alta tecnología es solo en ensamblaje y empaque. La escasa competitividad de las empresas nacionales hace que los productos industriales importados o fabricados por empresas extranjeras dominen el mercado interno.
Las tasas de ahorro son más bajas que en otros países de Asia oriental, mientras que el crecimiento económico depende de las tasas de ahorro. El ahorro no se está invirtiendo en negocios, por lo que la cantidad de dinero ocioso en Vietnam se estima en 60 mil millones de dólares. La gente tiene la costumbre de invertir en oro o en bienes raíces, lo que evita que los ahorros se pongan en producción. Los recursos de la economía no se concentran en las industrias. Esto hace que las industrias manufactureras no prosperen, pero el desarrollo de la especulación inmobiliaria hace que los precios de la vivienda en las zonas urbanas superen el poder adquisitivo de los trabajadores comunes; de manera similar, la cantidad de oro acumulada por las personas se estima en 500 toneladas, mientras que el precio del oro en Vietnam es siempre más alto que el precio mundial del oro. El Estado de Vietnam no ha introducido ninguna política o regulación para limitar la especulación de bienes raíces, así como el acaparamiento de oro de la gente. Según el Sr. Tomaso Andreatta, presidente del Foro Empresarial de Vietnam, es necesario hacer que las grandes empresas nacionales abandonen los bienes raíces para trasladar el capital de inversión de bienes raíces a industrias y tecnología modernas. Vietnam acaba de desarrollarse para ponerse al día con las empresas extranjeras. Además, Vietnam debería contar con políticas para movilizar recursos de la población hacia actividades comerciales y productivas para desarrollar la economía, crear un entorno empresarial favorable y, lo que es más importante, generar confianza en la población. Las autoridades les permiten sentirse seguros para invertir. La economía de Vietnam sigue siendo ineficaz, lo que se refleja en una eficiencia de capital mucho menor que la de las economías regionales. Vietnam no utiliza el capital de inversión, la ayuda y los préstamos extranjeros de manera eficaz, lo que hace que la economía de Vietnam no se desarrolle en proporción a la cantidad de capital que recibe. Se invierte demasiado capital en la economía, pero las actividades económicas que crean valor agregado no son mucho y se desarrollan actividades especulativas. El presupuesto estatal no se utiliza de manera eficaz, los gastos recurrentes para alimentar a la burocracia y las organizaciones de masas son siempre elevados, lo que genera déficits presupuestarios y falta de dinero para gastar en el desarrollo en el que el gasto en salud y educación es bastante elevado, pero ineficaz. El Estado debe endeudarse con capitales extranjeros para invertir en desarrollo, haciendo que la deuda pública aumente cerca del nivel que puede afectar negativamente a la economía (63,7% del PIB en 2016), mientras que los préstamos no se utilizan de manera efectiva. Por lo tanto, la deuda pública tiende aumenta rápidamente y la presión para pagar la deuda está aumentando, lo que hace que el gobierno vietnamita solicite nueva deuda para pagar la deuda anterior mientras que la deuda pública de los países de la región tiende a aumentar. dirección. En el futuro, los acreedores vietnamitas, a su vez, pondrán fin a sus préstamos y solo prestarán a tipos de interés más elevados en condiciones más estrictas. Vietnam no tiene muchos recursos naturales y los recursos más importantes como el petróleo, el gas y el carbón se agotarán en un futuro próximo, por lo que los ingresos presupuestarios no pueden seguir dependiendo de las exportaciones de recursos. Si no hay medidas para aumentar los ingresos, ahorrar gastos y aumentar la eficiencia en la utilización del presupuesto, en el futuro, Vietnam puede enfrentar un déficit presupuestario grave y una crisis de deuda pública. La distribución del presupuesto todavía sigue la mentalidad de tomar el presupuesto obtenido de las grandes ciudades, provincias con desarrollo económico para compensar los déficits presupuestarios en las provincias subdesarrolladas para garantizar que no haya una disparidad demasiado grande entre las localidades que no han tenido la mentalidad de concentrar recursos para crear un desarrollo revolucionario, mientras que la concentración de recursos para el desarrollo es la filosofía económica básica de los países industrializados rápida y exitosamente, como la Unión Soviética, China y Corea. El Estado de Vietnam en particular y la economía vietnamita en general no han podido concentrar y utilizar eficientemente los recursos para la industrialización y modernización, por lo que Vietnam se está desarrollando por debajo de su potencial y no puede industrializarse rápidamente como los países de Asia Oriental. La Unión Soviética, que tiene un modelo de estado similar al de Vietnam, colapsó porque no pudo utilizar los recursos de manera eficiente para generar crecimiento económico. Ésta es una lección valiosa para Vietnam.
Después de más de 30 años de Doi Moi, la moneda vietnamita sigue siendo moneda no convertible fuera del territorio de Vietnam y muchos países y organizaciones aún no reconocen a Vietnam como un país de economía de mercado. Algunos mercados no se han establecido completamente, como el mercado de capitales, el mercado monetario, el mercado laboral, el mercado de la ciencia y la tecnología o el mercado de las materias primas. Vietnam solo ha logrado  mejorar el nivel de vida de las personas y no se ha logrado el objetivo de modernización establecido por el Partido Comunista de Vietnam. La economía de Vietnam no se puede comparar con otros países de la región. Vietnam no ha logrado una tasa de crecimiento lo suficientemente alta durante un tiempo suficiente para convertirse en un país de altos ingresos. La renta per cápita es más baja que la de otros uciones lepaíses de la región y más baja que la media mundial. Algunas institgales y administrativas que son necesarias para la economía de mercado no han sido reguladas o han sido reguladas pero no se han implementado, los trámites administrativos son engorrosos, complicados y lentos para causar problemas. La corrupción y el autoritarismo hacen que el índice de transparencia de la el entorno empresarial es bajo y las percepciones de corrupción son más altas que en China y la mayoría de los demás países del sudeste asiático.
La razón de las limitaciones anteriores es que Vietnam tiene un punto de partida bajo. A diferencia de otros países del este de Asia, al implementar la política de puertas abiertas a la industrialización y modernización, Vietnam se encuentra en un estado de escasez de alimentos, asediado y embargado y completamente desprovisto de base económica y técnica, así como humana. La economía y la sociedad de Vietnam a fines de la década de 1980 carecían de muchas condiciones: intelectuales y expertos, capital de inversión, formación económico-técnica, creatividad y capacidad de gestión, mano de obra calificada, capacidad de emprendedor con buena capacidad empresarial, tradición y cultura empresarial, sistema legal eficaz y burocracia, liderazgo con visión y capacidad para formular políticas. Después de más de 30 años, estas deficiencias se han superado parcialmente, pero en general siguen siendo comunes. Vietnam carece de muchas condiciones necesarias para convertirse en una potencia económica a excepción de su ubicación geográfica y algunas condiciones naturales favorables.

## Innovación política

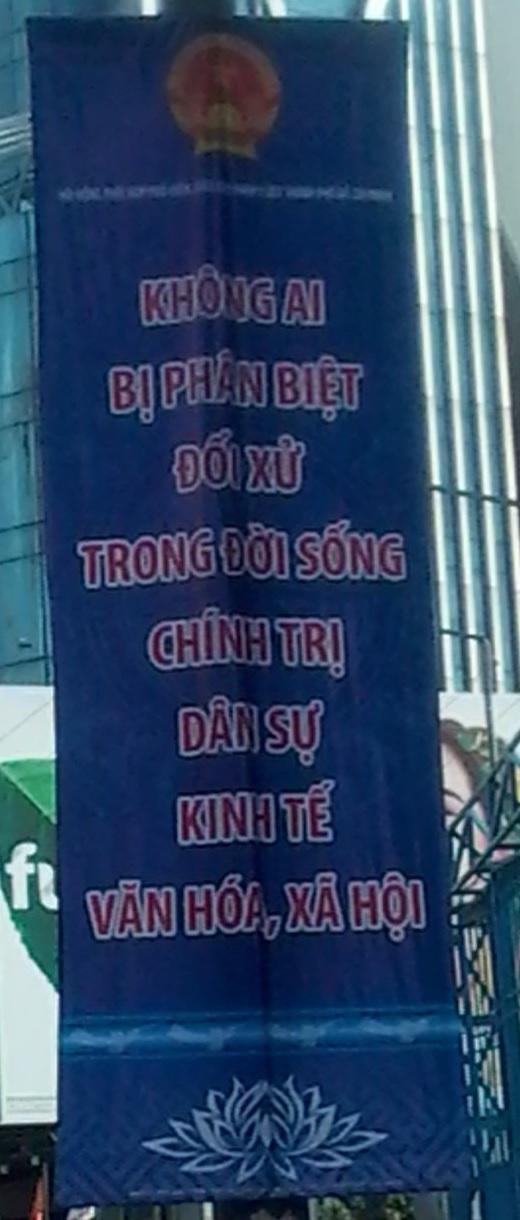
Una pancarta de propaganda de derechos humanos en Vietnam dice "Nadie es discriminado en la vida política, civil, económica, cultural o social".

Vietnam implementó una reforma económica manteniendo el antiguo modelo político, pero reformó muchos aspectos, como el fortalecimiento del papel de la legislatura; reforma administrativa para reducir el personal administrativo y racionalizar los procedimientos administrativos; reforma judicial para acercarse al poder judicial del mundo; potenciar la democracia como recoger la opinión de la gente en el proceso constitucional y legislativo, contactar y dialogar con la gente, transparencia de las actividades estatales ... Según el Business Environment Report 2018 del Banco Mundial, en el período 2002-2017, Vietnam fue el país con más reformas del mundo (39 reformas) para mejorar el entorno empresarial. Sin embargo, el mecanismo es todavía medio viejo y medio nuevo, muchos funcionarios designados todavía se encuentran en un nivel medio, muchas personas ocupan altos cargos pero no tienen una gran profesionalidad. La corrupción en Vietnam es muy grave, según Transparencia Internacional (TI), el índice de percepción de la corrupción de Vietnam en 2017 alcanzó 35/100 puntos, clasificado como 107/180 a nivel mundial. La gente también contribuye a fomentar la corrupción cuando tiene la costumbre de sobornar a los empleados públicos para que eludan la ley por egoísmo. El aparato administrativo es engorroso, muchos niveles intermedios. Un estudio muestra que el aparato administrativo es ineficaz y el despilfarro y la corrupción son los cuellos de botella a corto plazo de la economía vietnamita. Vietnam intentó agilizar el aparato estatal para aumentar la eficiencia operativa, pero al implementar el número de personas que reciben salarios y prestaciones, aumentó porque el Estado de Vietnam aún no ha posicionado la posición y el papel de las organizaciones en el aparato; En el proceso de contratación, incluso hay trucos para incorporarse al aparato estatal; falta de un mecanismo de inspección, supervisión y posicionamiento sobre la base del cual se evalúe correctamente la posición y el papel de las agencias funcionales, la posición y el papel de cada persona en el aparato; falta de transparencia en las actividades estatales. Vietnam todavía tiene que depender del apoyo de instituciones financieras internacionales como el Banco Mundial y el FMI para formular políticas económicas. El Sr. Vu Minh Khuong, de la Escuela de Políticas Públicas Ly Quang Dieu, comentó: "Para ser prósperos, necesitamos un mecanismo llamado desarrollo del estado tectónico, es decir, muy dedicado a la causa del desarrollo, muy profesional y muy calificado”. Después de más de 7 décadas de independencia, Vietnam todavía está en el proceso de construir y perfeccionar el aparato estatal.
Durante el proceso de Doi Moi, Vietnam siempre puso en primer lugar el objetivo de mantener la independencia, la autonomía y la estabilidad política para asegurar el éxito del Doi Moi. Vietnam aún no ha abrazado el modelo de democracia occidental y todavía reprime a los individuos que critican al estado o exigen un pluralismo pluralista, aunque estos individuos no han demostrado la capacidad de cambiar nada, qué o podrían hacer mejor que el estado actual. Aun así, dentro del Partido Comunista de Vietnam, ha habido una situación de "desvanecimiento de los ideales revolucionarios; confianza fluctuante y decreciente en el objetivo de la independencia nacional y el socialismo; escepticismo y falta de noticias". Pensó, Lejos de los principios y propósitos del Partido; no firme en el camino hacia el socialismo; dependía de percepciones erróneas y puntos de vista erróneos".
La democracia y la innovación política es un tema que genera muchas opiniones diferentes en la sociedad y en el Partido Comunista de Vietnam. El Sr. Nguyen Van An dijo que "existe la opinión de que nuestra revolución nacional democrática no se ha completado básicamente, solo podemos hacer la parte de la revolución nacional, expulsar el colonialismo y el imperialismo y recuperar la independencia del país. La parte del La Revolución Democrática solo ha hecho una parte, solo derrocó al rey feudal, hay muchos contenidos de la Revolución Democrática que no hemos podido hacer, hasta hoy todavía hay muchos problemas, todavía no hemos podido hacer democracia. ¿Hace mucho tiempo que pensamos que podemos ignorar el período capitalista y pasar directamente al socialismo? Pasamos inmediatamente a la revolución socialista, lo que significa que, según la teoría de la premisa, los países menos desarrollados pueden saltarse la etapa capitalista y moverse en el socialismo, si es posible.La ayuda despreocupada en el espíritu fraterno de los poderosos países socialistas Esa importante premisa antes y ahora no es cierta. que conduce a un fallo sistemático". Según el Sr. Vu Khoan: "La economía de Vietnam en 1986 tenía una inflación de casi el 800%, el pueblo vietnamita estaba literalmente muy hambriento, por lo que Vietnam tuvo que dar prioridad a la reforma económica para salvar a la nación. Además, no es posible. En una sociedad caótica, Vietnam también extrae lecciones de la realidad de la Unión Soviética y Europa del Este en ese momento. Además, la renovación política es un proceso sumamente complejo., involucrando a mucha gente, además, no hay precedente ni modelo . Por tanto, Vietnam debe innovar gradualmente, tanto reformando como definiendo el modelo". En general, el estado vietnamita ha realizado grandes esfuerzos para reformar su política y democratizar el país a un ritmo que no amenace el liderazgo del Partido Comunista de Vietnam.
En opinión del Partido Comunista de Vietnam, Doi Moi no es un abandono del socialismo, el Partido Comunista de Vietnam conserva el liderazgo exclusivo. La innovación es solo un período de transición al socialismo.
- En el campo de las relaciones exteriores, Vietnam pasó de centrarse en la cooperación con los países socialistas a centrarse en la cooperación multilateral, haciendo amigos con todos los países, desde la perspectiva de la igualdad y el beneficio mutuo mientras no interfieran en los asuntos internos de los demás. Vietnam ha normalizado las relaciones con EE.UU y se ha unido a las organizaciones regionales de la ASEAN, APEC, OMC, etc.
- En 1994 comenzó a realizar preguntas de los diputados de la Asamblea Nacional a los miembros del Gobierno.
- El 18 de febrero de 1998, el Politburó del Partido Comunista de Vietnam emitió la Directiva 30-CT / TW sobre la formulación e implementación del Reglamento de Democracia de Base.[129]
- El X Congreso del Partido recopila por primera vez una gran cantidad de comentarios de todas las clases de personas, lo que permite por primera vez a los miembros del Partido autoproclamarse para el Comité Central del Partido.
- En 2013, el estado vietnamita consultó por primera vez a la gente sobre el proyecto de enmienda a la Constitución de 1992.

## Reforma educativa y cultural
La innovación en el ámbito cultural en Vietnam se conoce como apertura, similar a la política Glastnost de la Unión Soviética. Este proceso comenzó con el Doi Moi económico, pero luego se frenó en la década de 1990.
En 2014, se emite la Resolución de la IX Conferencia del XI Comité Central (Resolución N.º 33-NQ / TW) sobre la construcción y desarrollo de la cultura y el pueblo vietnamitas para cumplir con los requisitos del desarrollo territorial sostenible. Sin embargo, el estado aún controla la prensa y aún no ha permitido la publicación privada. El Estado utiliza habitualmente medidas administrativas para intervenir en la edición de arte y realizar actividades como la retirada de libros, la prohibición de exposiciones de pintura, la censura de contenidos cinematográficos,etc. Sin embargo, los vietnamitas han podido acceder a la literatura extranjera y las grandes ideologías del mundo a través de libros extranjeros han publicado cada vez más en Vietnam. La llegada de Internet ha roto el monopolio estatal de la información, proporcionando a los lectores información que no aparece en los medios estatales (por supuesto, la exactitud de esta información no oficial es difícil de verificar, puede ser cierta pero también puede ser fabricada) . Estos factores cambian gradualmente la mentalidad y el pensamiento del público, así como de la élite gobernante en Vietnam, posiblemente conduciendo a futuros cambios políticos.
Además, los problemas culturales siguen siendo graves, los estilos de vida pragmáticos, la cultura híbrida se extendió gradualmente en las áreas urbanas, afectando especialmente a los jóvenes, mientras que la cultura en muchos lugares rurales está desactualizada. Se desarrolló una mala superstición. Pocas obras literarias y artísticas de calidad y profundidad. Los periódicos y las publicaciones tienden a convertirse en "tabloides" y a comercializarse.
En el campo de la educación, Vietnam está implementando una reforma educativa: pasando de la educación por capítulos (que es tradicional en el camino de la educación del este de Asia) a un enfoque de la educación centrado en el alumno, más autónomo, motivación y ataque a la enfermedad del rendimiento; Incrementar la autonomía y la libertad de educación. Los líderes vietnamitas son conscientes de la necesidad de libertad de pensamiento y autonomía en el mundo académico, así como de la necesidad de que las universidades vietnamitas se estandaricen e integren internacionalmente. Sin embargo, Vietnam aún no ha identificado el sistema de filosofía educativa como la base para el proceso de reforma educativa, por lo que toda la innovación está fragmentada, es irregular y carece de una orientación consistente derivada de la imitación de la base. Se sigue considerando que el sistema educativo vietnamita no ha satisfecho las necesidades de formación de recursos humanos para la economía. Por lo tanto, la calidad de los recursos humanos de Vietnam según la evaluación del Banco Mundial es baja (3.39 de 10 puntos), irrazonable, no está bien capacitado, no cumple con los requisitos del hogar y tiene una gran brecha en comparación con otros países en la región. Los recursos humanos se consideran el cuello de botella de la economía vietnamita a largo plazo. El principal recurso de Vietnam es su gente. Por lo tanto, un requisito previo para el desarrollo a largo plazo es la inversión en el desarrollo del capital humano. En el futuro, las máquinas reemplazarán gradualmente a los humanos en muchas actividades simples, la demanda de mano de obra no calificada, la mano de obra simple será reemplazada gradualmente por mano de obra intensiva, con alto contenido de conocimiento pero la calidad de la mano de obra. La dinámica de Vietnam no se ha cumplido. Es por eso que Vietnam necesita acelerar aún más la formación de trabajadores con las habilidades adecuadas.

## Comentarios

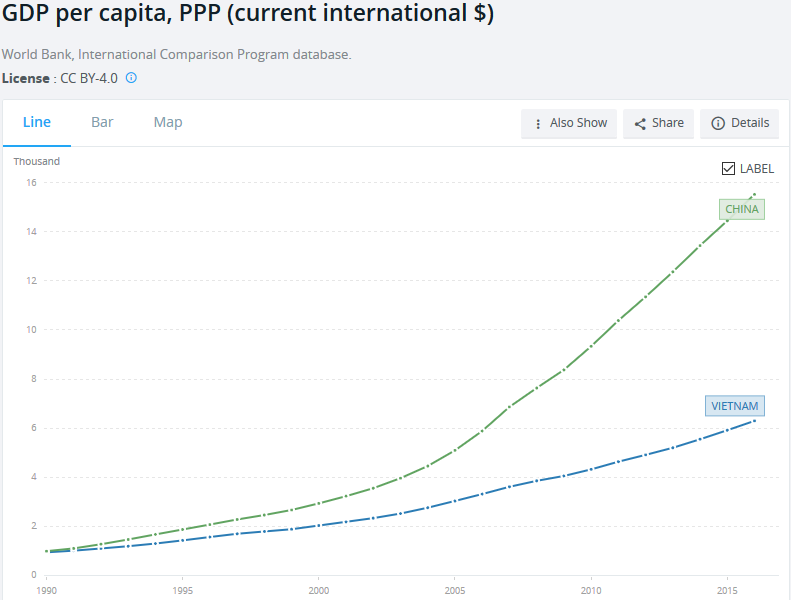
Comparación del ingreso per cápita entre Vietnam y China (Fuente: Banco Mundial)

En Vietnam, se puede entender en general: la economía de mercado de orientación socialista significa una economía de mercado, que cumple tanto con las leyes de la economía de mercado como en la dirección del socialismo. Esto significa que, sin dejar de prestar atención al crecimiento económico, conceder gran importancia a las cuestiones sociales, construyendo una buena seguridad social y servicios públicos, garantizando la equidad social, limitando la brecha entre ricos, avanzando para erradicar la pobreza entre las personas. El estado debe jugar un papel limitado, superando los lados negativos del capitalismo y la globalización para que la economía funcione de manera más eficiente y mejore el bienestar social.
De hecho, el proceso Doi Moi durante los últimos 30 años ha ayudado a Vietnam a hacer grandes progresos, aunque todavía hay muchas limitaciones que deben superarse para garantizar que el crecimiento económico de Vietnam continúe a un ritmo elevado. La economía vietnamita ha superado a la región, pero sigue por debajo de su potencial. Vietnam se encuentra entre los pocos países del mundo con un índice de desarrollo humano más alto que los países con el mismo nivel de ingresos. El gobierno vietnamita se ha esforzado por invertir en los sistemas de salud y educación, lo que ha dado lugar a una tasa de alfabetización y una esperanza de vida al nacer relativamente altas. El nivel de salud y educación de Vietnam está cada vez más cerca del de los países avanzados. Sin embargo, el gasto en salud y educación no es realmente eficaz. Vietnam logró elevar el nivel de vida de su población, pero fracasó por completo en su objetivo de industrialización para 2020 establecido por el Partido Comunista de Vietnam al comienzo de Doi Moi. El Partido Comunista de Vietnam sigue fijando el objetivo de completar la industrialización y modernización de Vietnam para 2030. El Informe general de Vietnam 2035 del Ministerio de Planificación e Inversiones de Vietnam y el Banco Mundial ha demostrado que Vietnam alcanzará un ingreso per cápita de 18 000 USD / año para 2035.
Sin embargo, el proceso Doi Moi todavía plantea nuevos problemas tanto en la teoría como en la práctica. Según el Dr. Tran Dinh Thien, Director del Instituto Económico de Vietnam, antes del XI Congreso del Partido, "La fórmula para el desarrollo es una economía de mercado de orientación socialista, entonces, ¿cómo debería entenderse claramente? Fue el momento en que pensé que el plataforma se trataba de grandes conceptos. El Sr. Phung Huu Phu, Vicepresidente del Consejo Teórico Central del Partido Comunista de Vietnam, dijo que "... el problema ha sido durante mucho tiempo muy difícil y no se puede resolver. Es la hoja de ruta del desarrollo de nuestro país en el período pasado . Anteriormente, utilizamos el concepto de "primer paso", "primer paso", "primera etapa". ¿Cuándo se reunió el secretario general Nguyen Phu Trong con los votantes, alguien preguntó: cuando el secretario general dijo que no habíamos estudiado este tema con claridad, tal vez no habrá socialismo en los próximos cien años. Cuánto tiempo, hay algunas rutas no está claro".  Después de más de 30 años, la reforma económica en Vietnam todavía tiene el estilo de "explorar rocas al otro lado del río". Mientras que los países del nordeste asiático logran marcar el camino del desarrollo industrial e intervenir en el mercado, Vietnam ha fracasado porque Vietnam no tiene una administración pública de élite ni un aparato de servicio público profesional e independiente como esos países.
El Sr. Vu Minh Khuong, al comparar a Vietnam y China como dos países con modelos económico-políticos similares, comentó: "En China tienen una previsión, quieren un programa de modernización total. Para que China se convierta en una potencia moderna para el año 2050". Vietnam se reformó en una situación crítica, la Unión Soviética cortó la ayuda y se vio obligada a encontrar una forma de reforma, por lo que la reforma fue liberadora. Vietnam tiene gloriosas victorias en la guerra contra los franceses y los Estados Unidos, por lo que es posible confiar en las victorias de estas guerras para mantener su legitimidad, por lo que a veces la reforma no es radical, sino solo lo suficiente para comer lo suficiente para vivir. Esto crea deficiencias muy fundamentales para la reforma extensa en Vietnam. El margen para definir una gran estrategia, como hacer de Vietnam un país poderoso". En Vietnam, el término estado constructivista se convierte en una dirección de reforma en la que el estado crea un sistema que fomenta que los recursos sociales se concentren en invertir para los objetivos de desarrollo, proporcionando servicios públicos de calidad, creando una competencia sana para que todos los sujetos de la sociedad se levanten y atraigan a personas con talento. Sin embargo, Vietnam aún tiene que imponer un marco conceptual claro del estado tectónico y demasiada gente habla sobre el estado tectónico, pero nadie lo hace. El estado es producto de la sociedad, por tanto, sea cual sea el pueblo, es el gobierno. Un periodista francés comentó: "Para ser justos, los vietnamitas culpan demasiado al gobierno. Los franceses tenemos un dicho: ¡el pueblo es el gobierno!".
La situación de grave corrupción y despilfarro con manifestaciones cada vez más sofisticadas y complicadas, han provocando frustración en la sociedad, esto sitúa a Vietnam en el grupo de países con grave corrupción. El secretario general del Partido Comunista de Vietnam, Nguyen Phu Trong, ha advertido que es necesario evitar "ignorar al Partido, dejar la Unión, alejarse de la política". La represión de los críticos ha resultado en la oposición del estado vietnamita. Según Phung Duc Tung, director del Instituto de Investigación para el Desarrollo del Mekong, si cada funcionario, empresario y pueblo no se inspira y aspira a hacer de Vietnam un país civilizado, rico y poderoso, para el 2035 Vietnam sería como lo que hoy es Indonesia, Filipinas o México. Los milagrosos países desarrollados como Singapur o Corea del Sur son todos de cabeza "llorando ante el destino de la nación", haciendo que toda la nación aprecie su entusiasmo y visión.
El Partido Comunista de Vietnam ha identificado: este es un modelo de autoconstrucción, no hay un modelo específico, por lo que en el proceso de construcción, es inevitable que estas deficiencias se identifiquen claramente y se ajusten en cada fase. En el XI Congreso Nacional del Partido, en la nueva Plataforma Partidaria, se seguirá perfeccionando el modelo de economía de mercado de orientación socialista para adecuarse a la nueva tendencia de los tiempos, en consonancia con las aspiraciones, expectativas del pueblo; Al mismo tiempo, criticar las opiniones de algunas personas de que la economía vietnamita actual "no se parece a nadie", "el socialismo por fuera pero por dentro es capital" ... está distorsionando deliberadamente lo real. El secretario de Estado John Kerry dijo: "La forma en que lo hicimos fue abrir y normalizar las relaciones, que John McCain y yo lideramos juntos, levantamos el embargo para tener negocios y ahora no hay rastro de comunismo ", en el sentido de un plan y una teoría económicos. Existe un capitalismo ardiente, existe Internet a la que la gente tiene acceso". Según el Sr. Vu Minh Khuong, "... Vietnam está muy por detrás de China y muchos otros países. El primero es no tener una estrategia de desarrollo a largo plazo para ver cuál es la fuerza de la nación. ¿Cuáles son las oportunidades y los desafíos en el mundo, cuáles son las metas que alcanzaremos en las próximas décadas, todo lo cual no está claro.Limitaciones; desde atraer talentos, cómo compararse con el mundo, experimentar con políticas valientes, innovar y mejorar continuamente, escuchando a la gente, cuando nuestra capacidad de aprendizaje se eleve, cuando la estrategia de desarrollo económico se planifique de manera precisa y minuciosa, el país se elevará".
Desde 1986 hasta ahora, el Partido Comunista de Vietnam ha realizado muchos cambios en el pensamiento económico y político. Al considerar al sector económico estatal como un papel clave, el Partido Comunista de Vietnam ha considerado al sector privado como una importante fuerza impulsora de la economía. Sin embargo, Vietnam necesita mejorar la calidad y eficiencia del aparato de estatal; agilizar los procedimientos administrativos; promover la equitización y contar con políticas de apoyo adecuadas para promover el desarrollo del sector privado. Desde el punto de vista de la democracia, los derechos humanos son solo el disfraz de fuerzas hostiles contra Vietnam; El estado vietnamita comenzó a crear una imagen de ellos como personas que trabajan para mejorar la democracia y los derechos humanos en Vietnam. Después de ver a la República de Vietnam como secuaces, soldados títeres y titiriteros, algunos comunistas comenzaron a hablar de reconciliación nacional.. La realidad de la innovación en Vietnam es tanto el resultado de la renovación del pensamiento, como también plantea nuevos requisitos para continuar innovando el pensamiento a un nivel superior.
El profesor Kenichi Ohno del Instituto Nacional de Investigación de Políticas de Japón comentó que el crecimiento de Vietnam hasta ahora ha sido provocado por el capital y la mano de obra, no por el aumento de la productividad laboral. Desde 2008, la productividad laboral y el crecimiento económico han tendido a bajar porque Vietnam se ha centrado en aumentar el PIB pero no en la productividad. El mercado libre actual en Vietnam es ineficaz, mientras que el mercado por sí solo no puede generar altos ingresos. Por lo tanto, el gobierno vietnamita necesita desarrollar los recursos humanos, apoyar las empresas y los sectores económicos de manera efectiva. Sin embargo, el gobierno vietnamita todavía es débil en pensamiento y capacidad, por lo que la calidad de la política de Vietnam sigue siendo baja en comparación con otros países del este de Asia. Según él, es necesario mejorar la calidad de las políticas vietnamitas. Además, Vietnam tiene demasiados seminarios generales, conferencias e informes sobre las limitaciones de la economía, pero muy pocas acciones para superar estas limitaciones.
El profesor Tran Van Tho de la Universidad de Waseda Tokio dijo que Vietnam necesita promover la industrialización a gran escala y en profundidad, aumentando la productividad mediante la redistribución de recursos, la innovación tecnológica y la industrialización y la transformación mecánica. el traslado de la mano de obra de la agricultura a la industria, de industrias de bajo valor agregado como textiles, calzado a industrias de alto valor agregado como electrónica, automóviles; ver que las fuerzas internas juegan un papel decisivo en el proceso de industrialización, aumentando el tamaño de las empresas privadas, nutriendo el capital nacional, aumentando la capacidad exportadora, invirtiendo en la renovación de equipos, aumentando la calidad de las empresas. sector con inversión extranjera y empresas nacionales, que optan por la inversión extranjera en la dirección de fomentar únicamente proyectos de alta tecnología y respetuosos con el medio ambiente, áreas en las que las empresas nacionales aún no pueden producir. También advirtió que Vietnam estaba a punto de poner fin al período dorado de la población, pero la industrialización aún estaba en un nivel primitivo y solo producía productos de bajo valor. Vietnam necesita acelerar la industrialización para mejorar la productividad y el crecimiento, pero su industrialización progresa lentamente, con el riesgo de terminar prematuramente, y la mano de obra tiende a desplazarse hacia industrias de servicios de precios.
El erudito Gabriel Kolko expresó su escepticismo, luego de más de 50 años en el poder y persecución persistente del marxismo, no fue hasta finales de la década de 1980 que el Partido Comunista de Vietnam descubrió que habían "cometido errores", como dijo Do Muoi. en 1994 que "la construcción del socialismo es todavía nueva para nosotros ... las ideas de Lenin ayudarán a encontrar el nuevo modelo de transformación". Kolko argumenta que los sacrificios de millones de personas para contrarrestar la imposición extranjera eventualmente serán reemplazados por un llamado a atraer inversiones de Estados Unidos, Francia, Japón y países que alguna vez deprimieron a Vietnam. A su vez, Kolko sostiene que Vietnam está más influenciado y presionado por el Fondo Monetario Internacional (FMI) que los clásicos de Lenin.
La Sra. Pham Chi Lan comentó sobre Doi Moi en la práctica al hablar de empresas económicas privadas:

La innovación, en mi opinión, es tener un mecanismo para cambiar, supervisar a los ejecutores, no solo las declaraciones contundentes de los líderes y luego ser ignorados como en la actualidad ... El Estado está jugando un papel.Es demasiado grande en la economía, especialmente el derecho a asignar recursos, por lo que el mecanismo de pedir - dar, desde el período de planificación central hasta ahora, sigue siendo pesado. En el proceso Doi Moi, algunos mercados están liberalizados, pero algunos mercados de factores básicos todavía están en manos del Estado. A partir de estas deficiencias se han formado grupos de empresas amistosas y engañosas a costa de la pobreza relativa de la mayoría de la población. Mientras tanto, las empresas privadas continúan enfrentando dificultades debido a la falta de recursos.